# Archil av Imereti
Archil av Imereti, död 1713, var en georgisk monark. Han var kung i kungariket Kakheti mellan 1663 och 1675.